# 洗礼者ヨハネの首を持つサロメ (カラヴァッジョ、マドリード)
『洗礼者ヨハネの首を持つサロメ』（せんれいしゃヨハネのくびをもつサロメ、西: Salomé con la cabeza de Juan el Bautista、英: Salome with the Head of John the Baptist）は、17世紀イタリア・バロック期の巨匠ミケランジェロ・メリージ・ダ・カラヴァッジオがキャンバス上に油彩で制作した絵画である。制作年については諸説があり、1606-1607年、または1609-1610年と考えられる。1653-1659年の間、スペイン領であったナポリの総督を務めたガルシア・デ・アベリャネダ・イ・アロによって取得され、彼の1657年の目録に記されている。1666年に旧マドリード王宮のスペイン王フェリペ4世のコレクションに収蔵された。1734年の旧王宮の火災の後には、いくつかの宮殿を転々としたが、現在、マドリードの王室コレクション美術館 (2023年開館) に所蔵されている。

## 制作年
カラヴァッジョと同時代のイタリアの美術理論家ジョヴァンニ・ピエトロ・ベッローリによれば、マルタ逃亡後のカラヴァッジオは、「マルタ騎士団長の怒りを和らげようとして、盆の上にヨハネの首を持つヘロデア (サロメ) の半身像を彼に贈った」という。サロメを描いた作品『洗礼者ヨハネの首を受け取るサロメ』はロンドン・ナショナル・ギャラリーにもあり、ベッローリが伝えるのがマドリードの本作なのか、ロンドンの作品なのか断定できないものの、多くの研究者は本作がベッローリの記述にあたると考えている。この記述に従えば、本作は1609-1610年に制作されたこととなるが、マドリードの王室コレクション美術館とナショナル・ギャラリーでは、様式的特徴を根拠として、ローマで殺人を犯したカラヴァッジョがナポリに最初に滞在した1606-1607年に制作したとしている。一方、ナショナル・ギャラリーの作品はやはり様式的特徴により、所蔵先の同美術館で1609-1610年に制作されたと見なされている。

## 主題

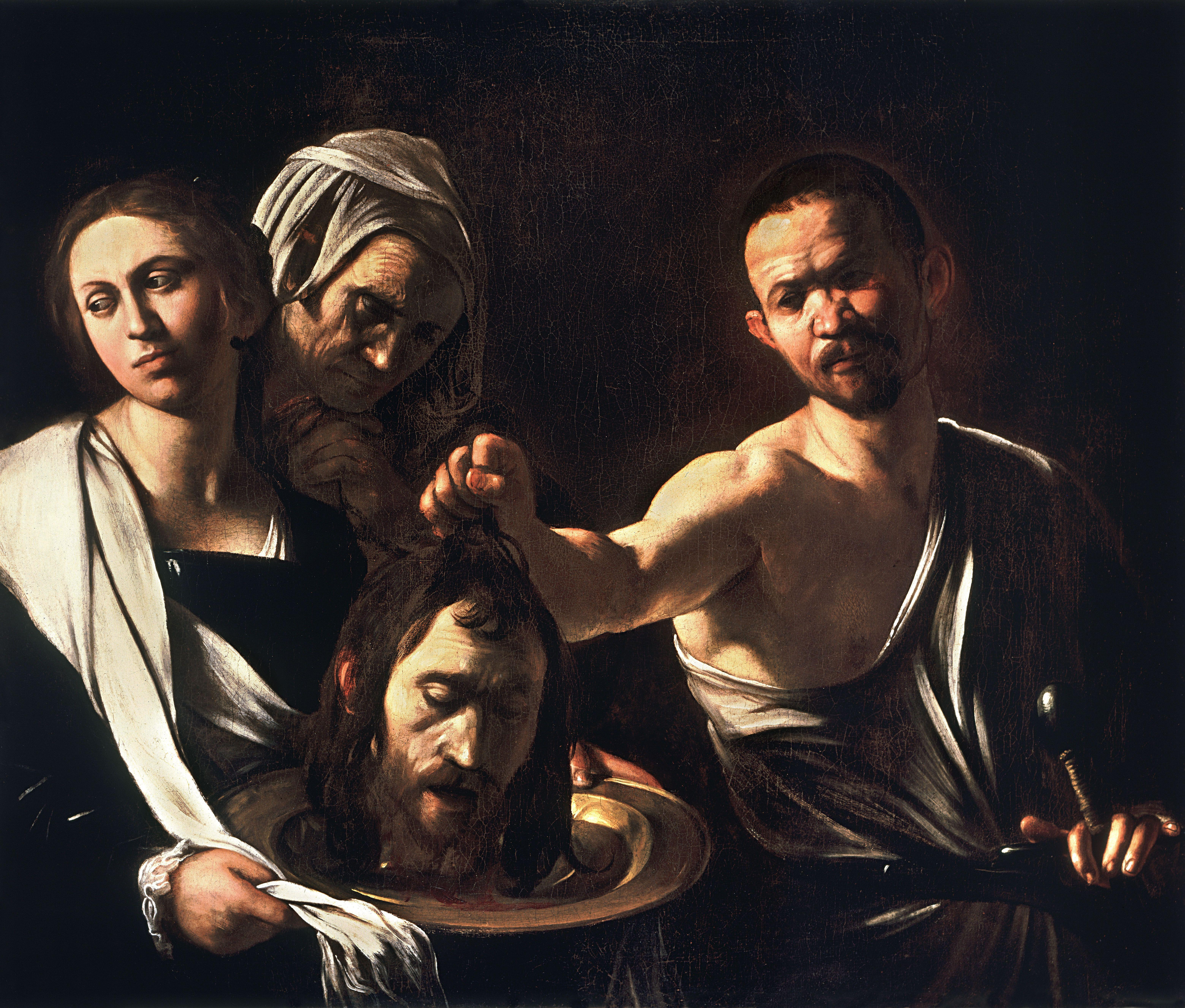
カラヴァッジョ『洗礼者ヨハネの首を受け取るサロメ』 (ロンドン・ナショナル・ギャラリー)

洗礼者ヨハネの首を持つサロメの首を載せた盆を持つ妖艶なサロメという主題は、北イタリアで好まれたものである。『新約聖書』の「マタイによる福音書」 (14章1-12)、「マルコによる福音書」 (6章14-29)、「ルカによる福音書」 (3章19-20、9章7-9) によれば、洗礼者聖ヨハネは、権勢を誇ったヘロデ王が弟の妻ヘロディアと罪深き結婚したことを批判したために投獄された。ヘロデ王はヨハネを聖人と考えていたため殺すことまではしなかったが、妻のヘロディアはヨハネを憎んでいたため殺そうと考えていた。
ヘロデ王の誕生日のことであった。ヘロディアの娘であり、ヘロデ王の継娘 (後にサロメと同一視された) が魅惑的に踊って、大喝采を浴びる。ヘロデ王が人々の前でサロメに褒美として望むものを何でも与えるというと、母のヘロディアはサロメにヨハネの首を望むようにそそのかす。ヘロデ王は困惑したが、約束をしたために断れず、ヨハネは首ははねられることとなった。

## 作品

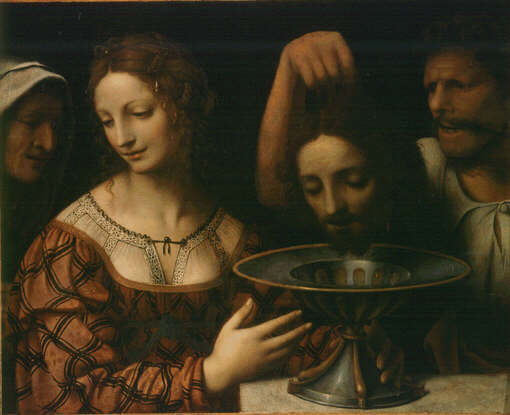
ベルナルディーノ・ルイーニ『洗礼者ヨハネの首を持つサロメ』 (1527年ごろ)、ウフィツィ美術館、フィレンツェ

カラヴァッジョは、ベルナルディーノ・ルイーニなど15世紀のロンバルディア派の同主題の作例を参照している。美しい赤色の衣服を身に着けたサロメは、銀色の皿の上に載せられたヨハネの首を持っている。右側の処刑人は彼女にその首を差し出したばかりであり、背後の老婆は厳めしい表情をして出来事を見つめている。この絵画では、サロメとヨハネの頭部によって美と残虐性が対比されている。

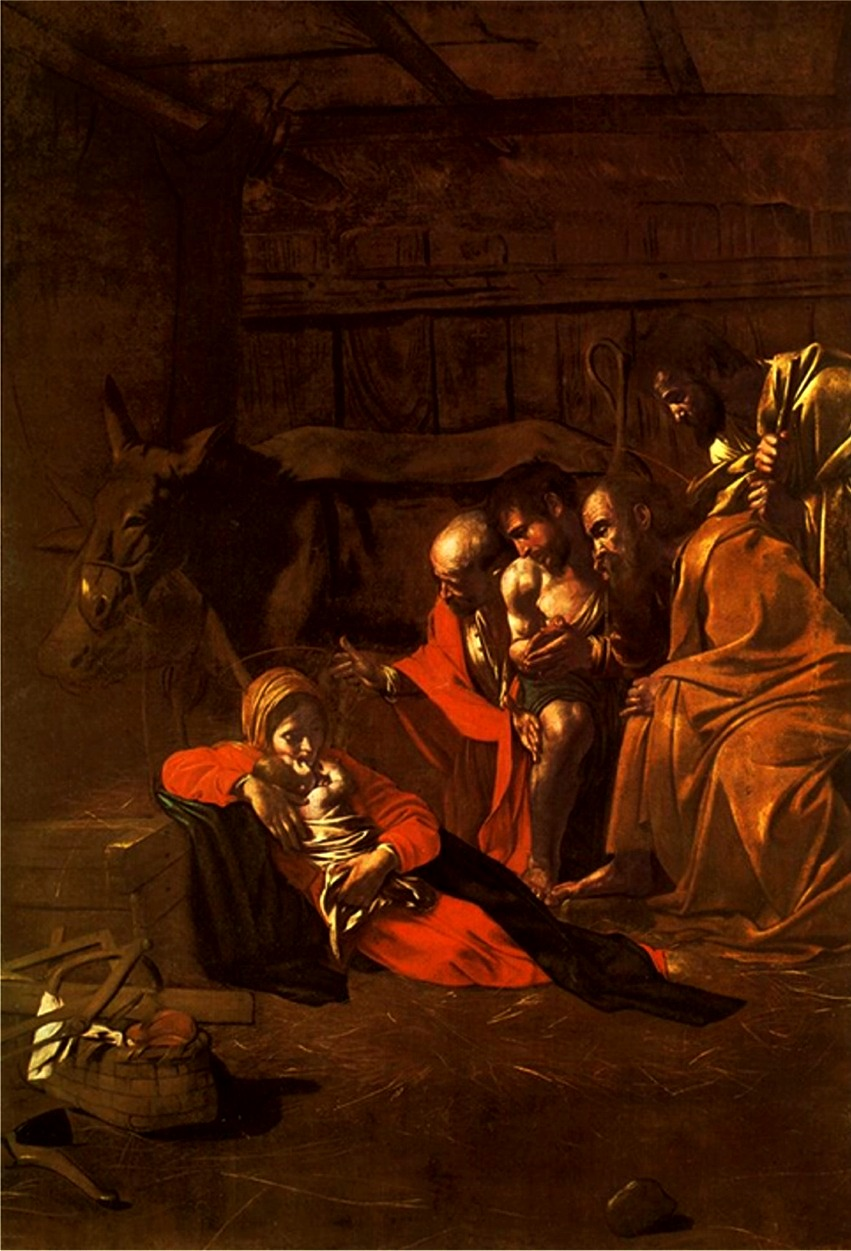
カラヴァッジョ『羊飼いの礼拝』 (1609年)、メッシーナ州立美術館、メッシーナ

闇に浮かぶ3人は瞑想に支配されているようである。サロメは聖書に述べられているような少女ではなく、カラヴァッジオと同時代の衣装を身に着けた中年女性として描かれている。背中を鑑賞者の方に向け、強烈な光に照らされつつ半分陰の中にいる若い処刑人は、まだ剣の柄を握っている。しかし、彼のやつれた顔には怒りを示唆するものはなく、むしろ同情が見られる。老婆もまた、同情を示しているようである。
処刑人はカラヴァッジオがメッシーナで描いた『羊飼いの礼拝』 (メッシーナ州立美術館、メッシーナ) 中の羊飼いの1人 (右から3番目) に酷似しているが、カラヴァッジョの自画像のようにも見える。うがった見方をすれば、ヨハネの首を振り返って、自身がしたことを反省している姿とも受け取れる。処刑人の憂鬱そうな表情や作品全体の静謐な雰囲気は、カラヴァッジョがシチリア時代に描いた一連の作品の精神性に近い。しかし、画面を覆う闇は濃くなり、人物たちを蝕みはじめている。これは、画家の最晩年の様式的特徴である。
なお、最近の修復によって、サロメの胸を覆う黄色いヴェールや処刑人の剣などの細部がより明らかとなった。